# Iglesia de Santa Ana (San Petersburgo)

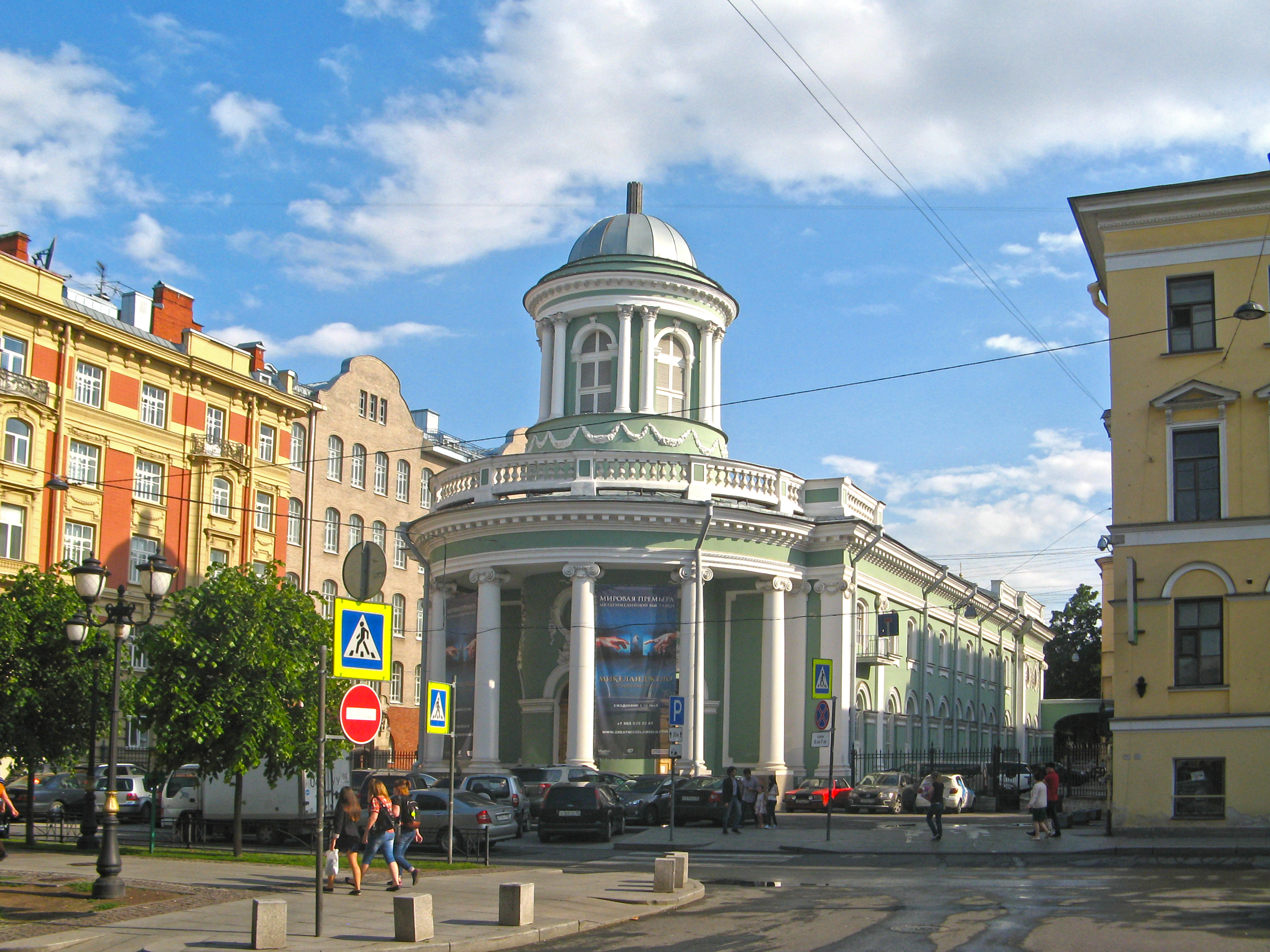
Exterior de la iglesia luterana de Santa Ana de San Petersburgo, Rusia.

La iglesia de Santa Ana (Annenkirche en alemán; церковь Святой Анны en ruso) es una iglesia luterana en San Petersburgo, Rusia. Levantada entre 1775 y 1779 siguiendo el proyecto de Georg Friedrich Veldten para la comunidad germana de la ciudad, en un proporcionado estilo neoclásico con columnas jónicas, sería cerrada al culto tras el triunfo de la Revolución bolchevique, siendo convertida en cine (Spartak) durante la época soviética; a principios del siglo XXI, se abrió un "nightclub" en su interior. Sufrió un grave incendio, y las tareas de restauración aún no completadas se iniciaron en 2012-2013, de la mano de la Iglesia Luterana de Ingria que la adquirió.